# Еріон синьогорлий
Еріон синьогорлий (Eriocnemis godini) — вид серпокрильцеподібних птахів родини колібрієвих (Trochilidae). Цей рідкісний, ймовірно вимерлий вид є ендеміком Еквадору. Він був названий на честь французького астронома Луїса Годіна.

## Опис
Довжина птаха становить 10-11 см. Самці мають переважно золотисто-зелене, блискуче забарвлення, на горлі у них блідо-фіолетово-синя пляма. Надхвістя має синьо-зелений відтінок, гузка фіолетова, хвіст синювато-чорний, дещо роздвоєний. Лапи покриті білим пуховим пір'ям. Дзьоб прямий, чорний. У самиць пляма на горлі відсутня, забарвлення загалом менш яскрве, живіт більш золотистий.

## Поширення і екологія
Синьогорлі еріони відомі лише за 6 зразками, знайденими в долині річки Гвайябамба в провінції Пічинча на півночі Еквадору. Мождливо, вони також мешкали в провінції Нариньйо на півдні Колумбії. Синьогорлі еріони жили в сухих тропічних лісах і в чагарникових заростях в каньйонах, на висоті від 2100 до 2300 м над рівнем моря. Наразі середовище проживання цього виду повністю знищене.

## Збереження
Синьогорлі еріони востаннє спостерігалися у 1976 році. Під час експедицій, проведених у 1980 і 2004–2005 роках вид не був знайдений. МСОП класифікує синьогорлого еріона як такий вид, що перебуває на межі зникнення, однак імовірно вимерлого. Якщо популяція синьогорлих еріонів і збереглася, то популяція цього виду, ймовірно, становитиме менше 50 птахів.